# Județul Cernăuți (interbelic)
Județul Cernăuți a fost o unitate administrativă de ordinul întâi din Regatul României, aflată în regiunea istorică Bucovina. Reședința județului era municipiul Cernăuți.

## Întindere

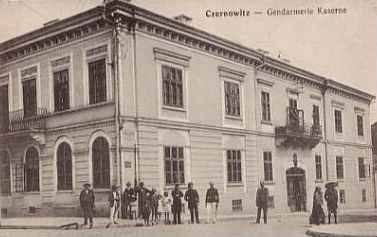
Clădirea Prefecturii județului Cernăuți din perioada interbelică.

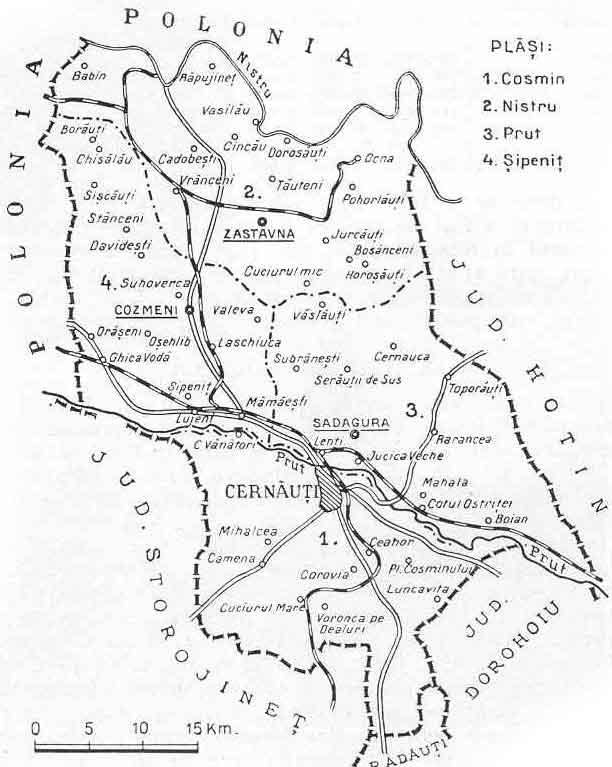
Harta județului, cu dispunerea și denumirea plășilor, în anul 1938.

Județul se afla în partea de nord a României Mari, în regiunea Bucovina de nord, la granița cu Polonia, iar actualmente teritoriul lui este în totalitate în Ucraina. Se învecina la nord cu Polonia, la sud cu județele Storojineț, Rădăuți și Dorohoi, la est cu județul Hotin, iar la vest cu Polonia și cu județul Storojineț.

## Organizare
Teritoriul județului era împărțit în patru plăși:
1. Plasa Cosmin (cu reședința în municipiul Cernăuți),
2. Plasa Nistru (cu reședința în orașul Zastavna),
3. Plasa Prut (cu reședința în orașul Sadagura) și
4. Plasa Șipeniț (cu reședința în orașul Cozmeni).

## Populație
Conform datelor recensământului din 1930 populația județului era de 305.097 de locuitori, dintre care 48,9% ucraineni, 21,8% români, 13,1% evrei, 12,5% germani, 4,6% poloni ș.a. Din punct de vedere confesional, marea majoritate a locuitorilor erau ortodocși (78,1%), urmați de mozaici (9,1%), romano-catolici (de asemenea 9,1%), greco-catolici (1,9%) ș.a.

### Mediul urban
Populația urbană a județului era de 130.205 locuitori, dintre care 29,1% evrei, 25,9% români, 23,3% germani, 11,3% ucraineni, 7,5% polonezi, 1,6% ruși ș.a.
În anul 1930, localitățile urbane ale județului aveau următoarea populație: Cernăuți – 111.147 locuitori, Sadagura – 9.005 locuitori, Zastavna – 5.038 locuitori, Cozmeni – 5.015 locuitori.

## Materiale documentare

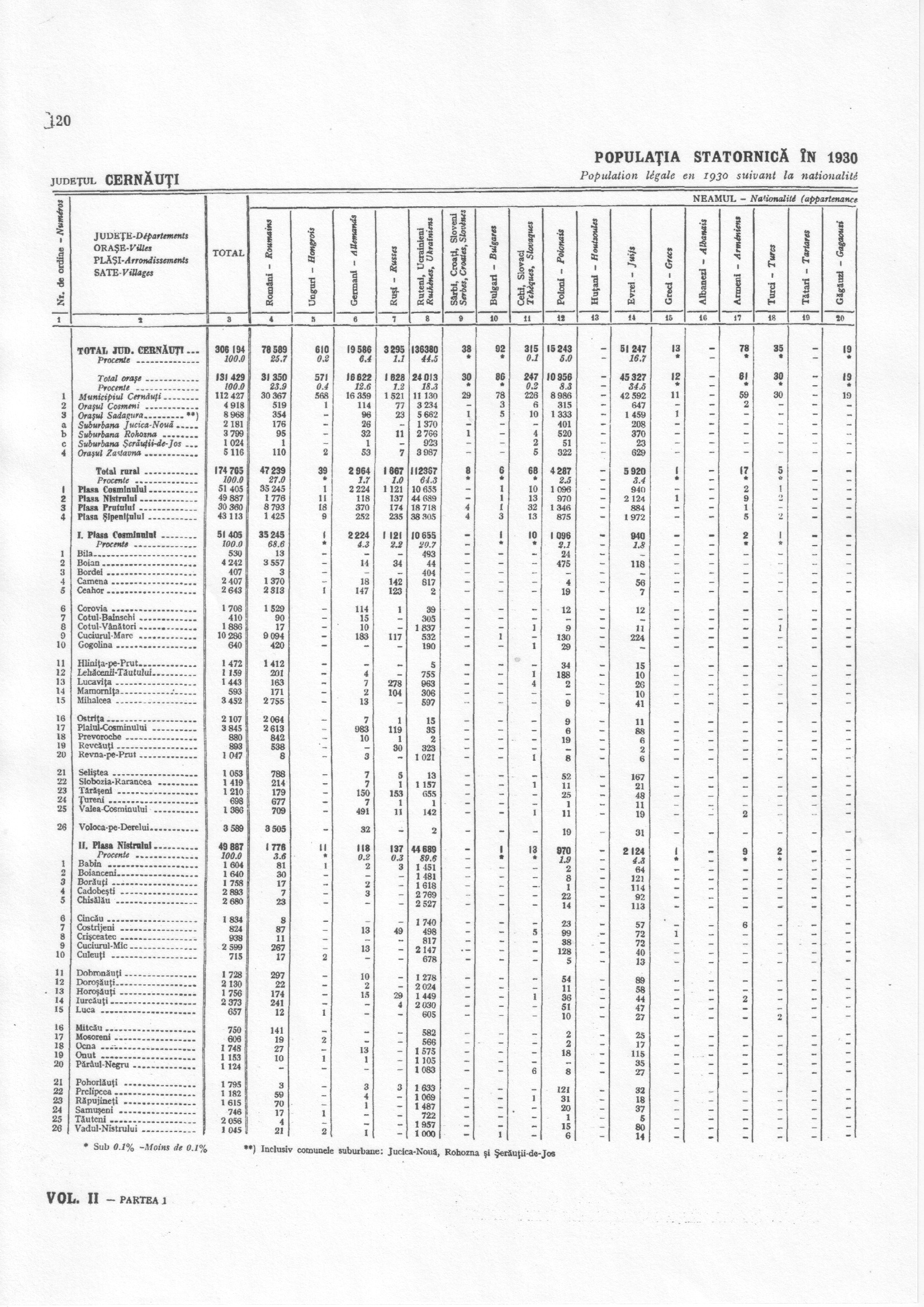
Populația județului în anul 1930, după etnie și limbă maternă
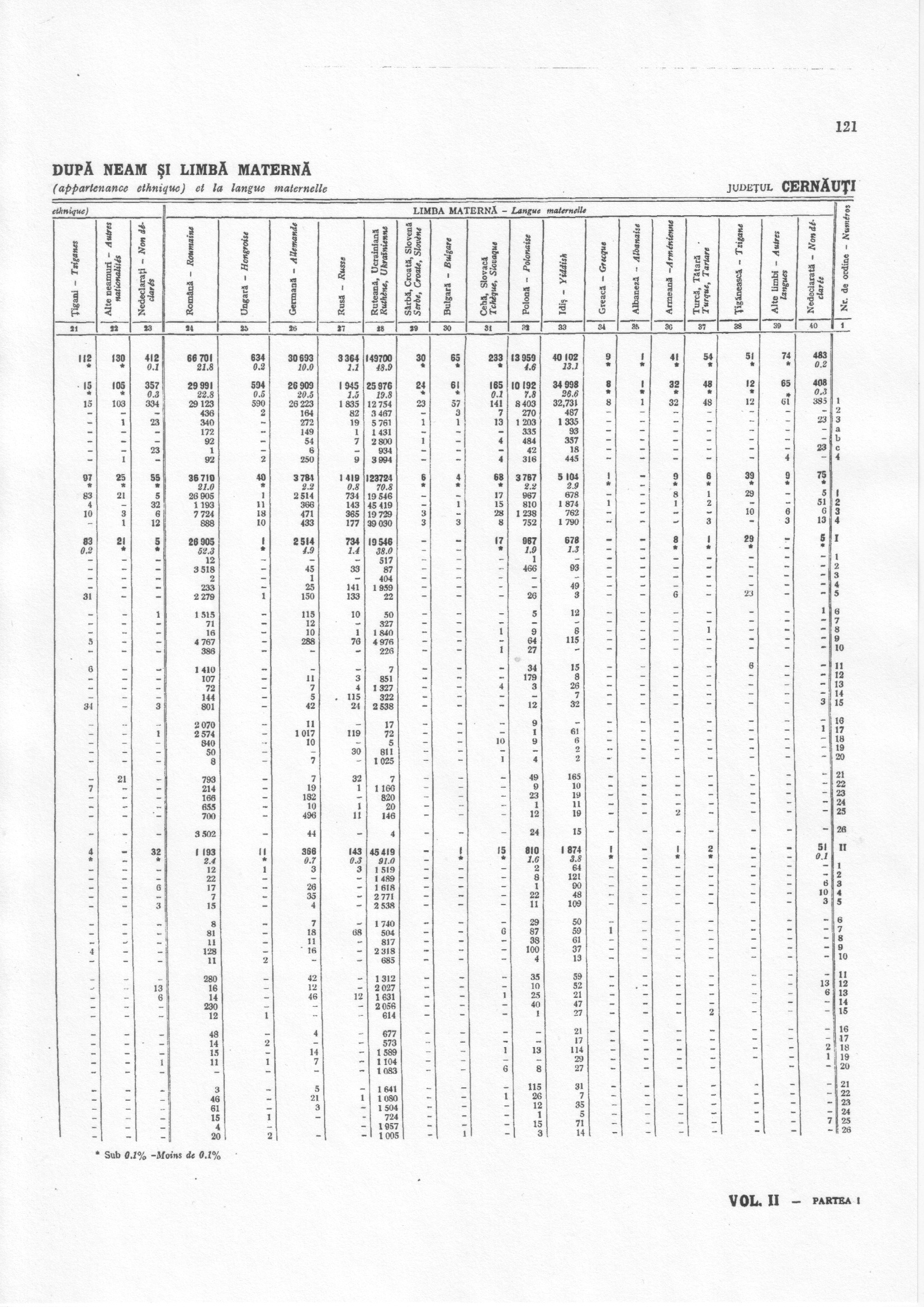
Populația județului în anul 1930, după etnie și limbă maternă
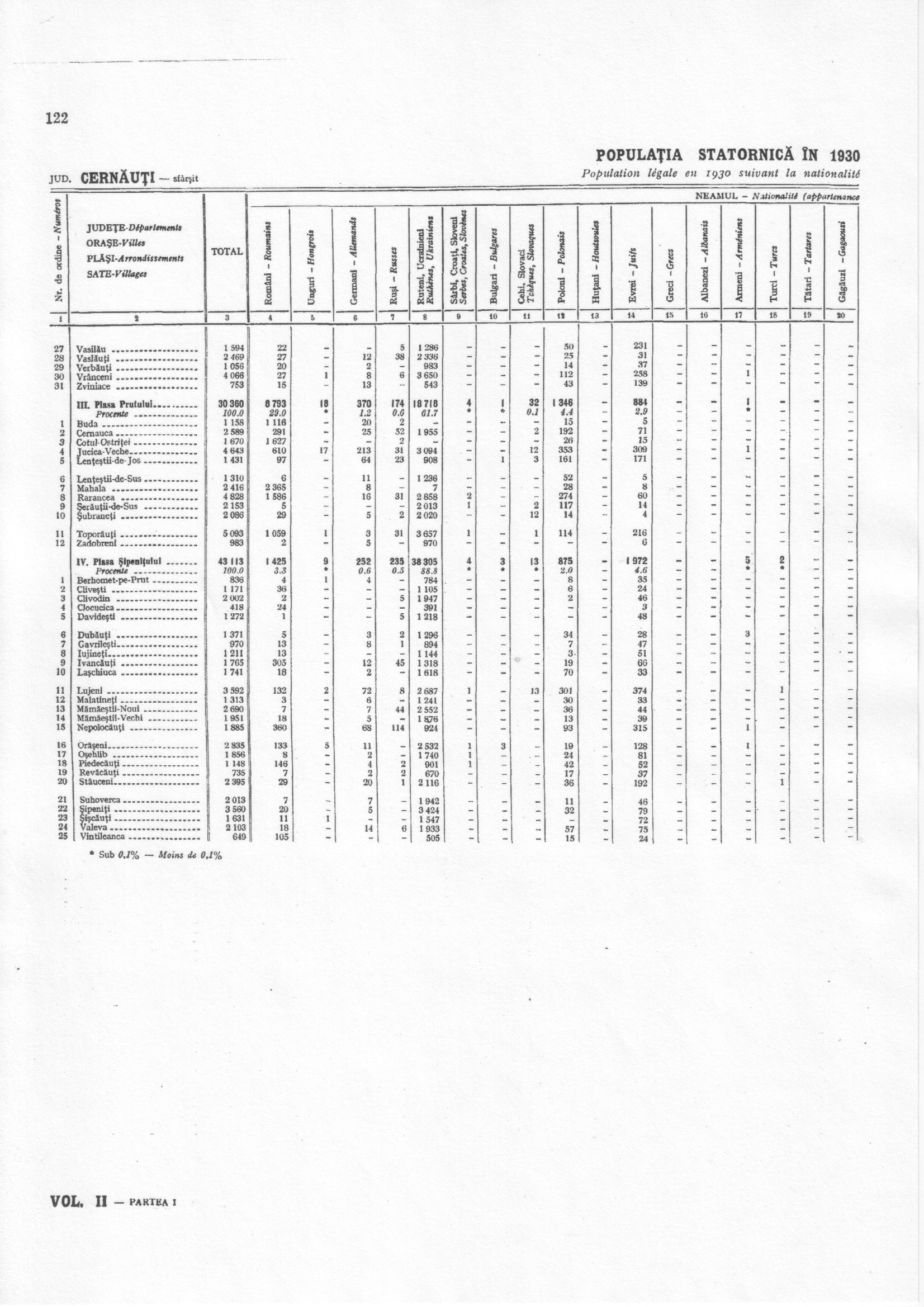
Populația județului în anul 1930, după etnie și limbă maternă
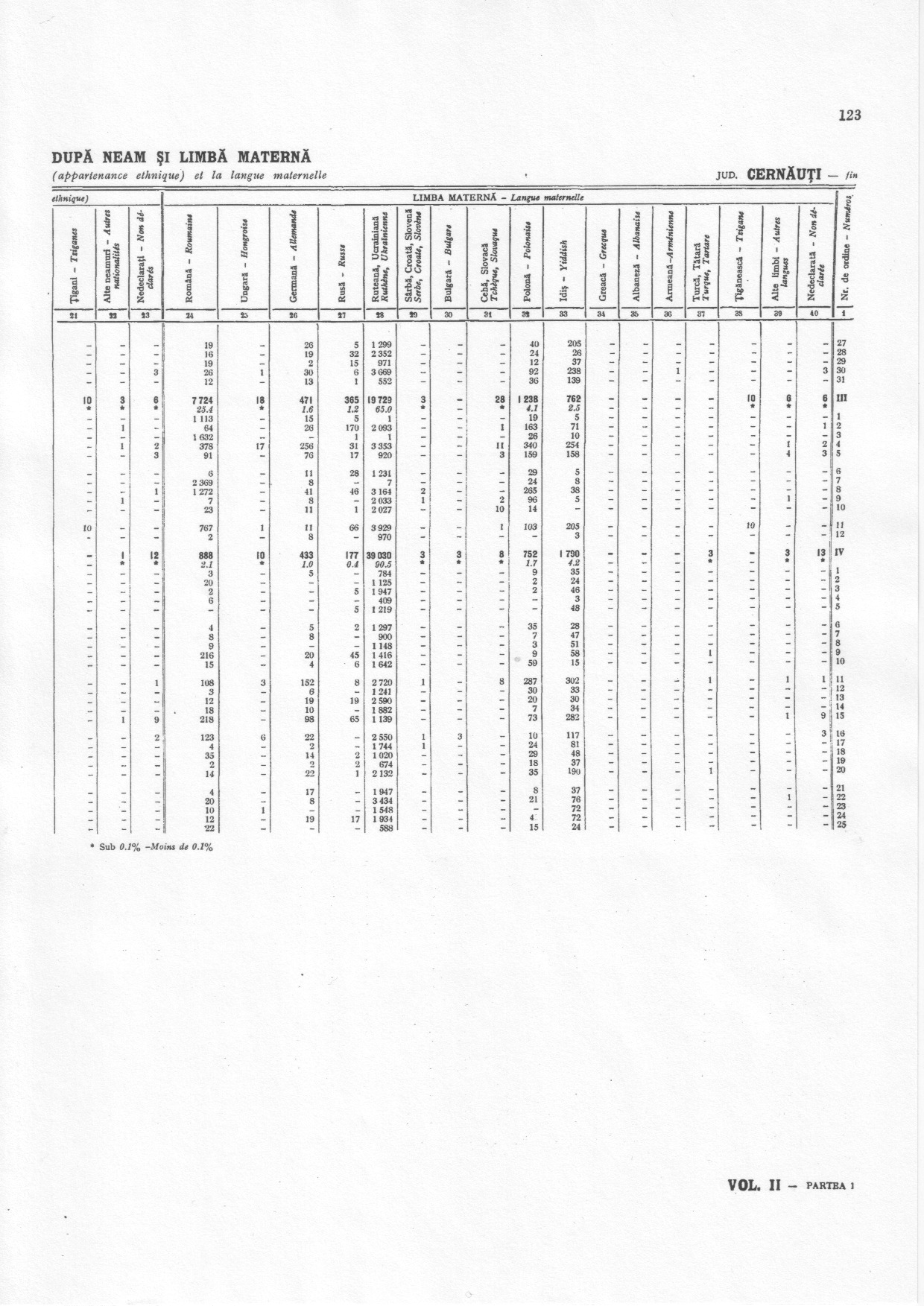
Populația județului în anul 1930, după etnie și limbă maternă
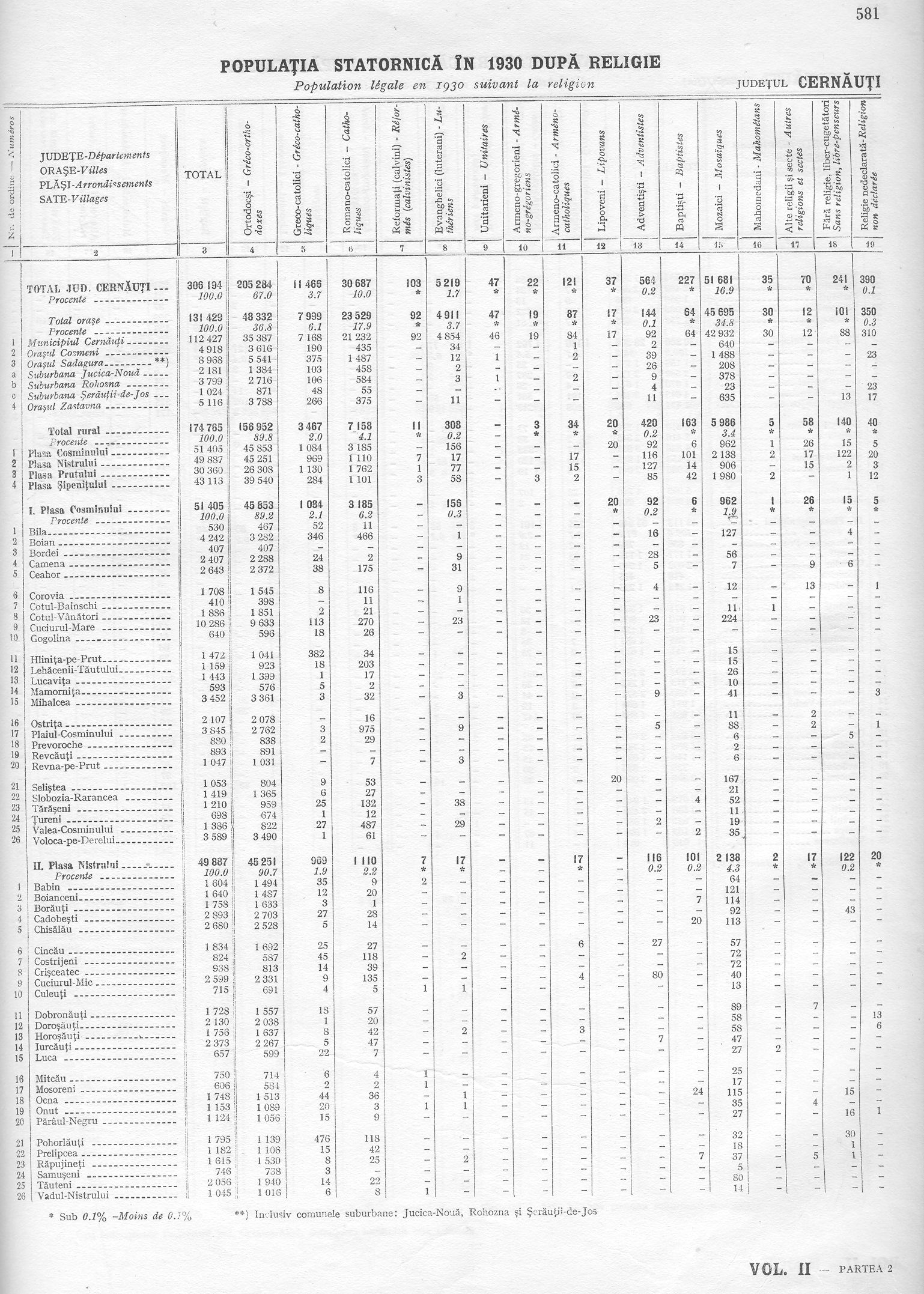
Populația județului în anul 1930, după religie
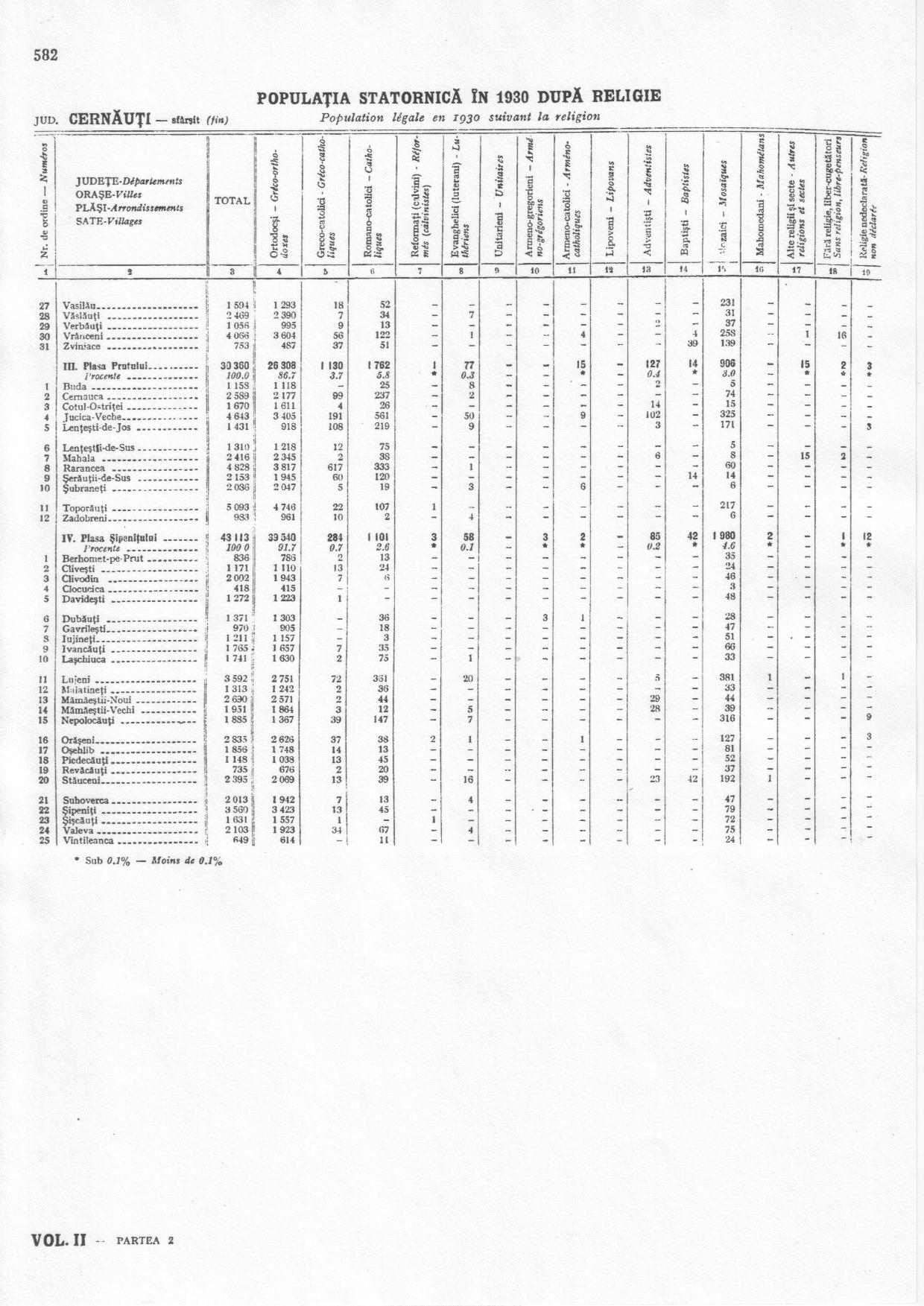
Populația județului în anul 1930, după religie